# Grenå-Nørre Djurs Provsti
Grenaa-Nørre Djurs Provsti var indtil 2007  et provsti i Århus Stift.  Provstiet lå i de tidligere Grenaa Kommune og Nørre Djurs Kommune. Sognene indgår nu i Norddjurs Provsti.
Grenaa-Nørre Djurs Provsti bestod af flg. sogne:
- Albøge Sogn
- Anholt Sogn
- Enslev Sogn
- Fjellerup Sogn
- Ginnerup Sogn
- Gjerrild Sogn
- Glesborg Sogn
- Grenaa  Sogn
- Hammelev Sogn
- Hemmed Sogn
- Hoed Sogn
- Homå Sogn
- Karlby Sogn
- Kastbjerg Sogn
- Lyngby Sogn
- Rimsø Sogn
- Stenvad Sogn
- Veggerslev Sogn
- Vejlby Sogn
- Villersø Sogn
- Voldby Sogn
- Ørum Sogn
- Ålsø Sogn